# 陈绍铨
陈绍铨（1935年9月—2025年5月21日），男，浙江绍兴人，中国政治人物，曾任九江市政协主席。

## 生平
1955年报名参加第一批上海青年志愿垦荒队赴江西。1968年任德安县狮子公社党委书记。1971年调中共九江地委秘书组工作。1980年6月，任中共德安县委副书记、德安县革命委员会副主任。1980年7月18日恢复德安县人民政府后，担任县长职务。1984年4月，升任中共德安县委书记。1987年10月，任中共九江市委副书记。1993年至1999年，任九江市政协主席。
2025年5月21日16时08分在南昌逝世。